# Histioteuthis bonnellii
Histioteuthis bonnellii (Férussac, 1835) è un mollusco cefalopode appartenente alla famiglia Histioteuthidae.

## Descrizione
I fotofori sono presenti sia sul mantello, che non supera i 33 cm, che sulle braccia. Queste ultime sono allungate rispetto al mantello.
Somiglia a Histioteuthis macrohista.

## Biologia

### Comportamento
Nuota anche in gruppi.

### Predatori
È preda sia di pesci come il sauro feroce e il pesce spada che di mammiferi marini (come per esempio l'iperodonte boreale). Nel mar Mediterraneo uno dei suoi predatori principali è la verdesca e il capodoglio.

### Riproduzione
I maschi, che raggiungono la maturità sessuale a dimensioni minori degli esemplari femminili, diventano maturi dopo aver superato i 5 cm.

## Distribuzione
Gli esemplari adulti, a differenza dei giovani che di solito non scendono oltre i 200 m, possono raggiungere i 2200 m di profondità. È diffuso in tutti gli oceani, in particolare nell'oceano Atlantico.

## Conservazione
Questa specie non viene pescata frequentemente e viene quindi classificata come "a rischio minimo" (LC) dalla lista rossa IUCN.